# Monhystera pseudomacrura
Monhystera pseudomacrura är en rundmaskart som beskrevs av Satendra Khera 1971. Monhystera pseudomacrura ingår i släktet Monhystera och familjen Monhysteridae. Inga underarter finns listade i Catalogue of Life.